# 埃皮诺莱沃夫
埃皮诺莱沃夫（法語：Épineau-les-Voves，法語發音：[epino le vɔv]）是法国勃艮第-弗朗什-孔泰大区约讷省的一个市镇，位于该省中北部，属于欧塞尔区。

## 地理
埃皮诺莱沃夫（47°56'47"N, 3°28'20"E）面积7.05 平方千米，位于法国勃艮第-弗朗什-孔泰大區约讷省，该省份为法国中北部内陆省份，西接卢瓦雷省，西北接塞纳-马恩省，南至涅夫勒省，东临科多尔省，东北与奥布省接壤。
与埃皮诺莱沃夫接壤的市镇（或旧市镇、城区）包括：拉罗什-圣西德鲁瓦纳、尚普莱、沙尔穆瓦、瓦尔拉维永。

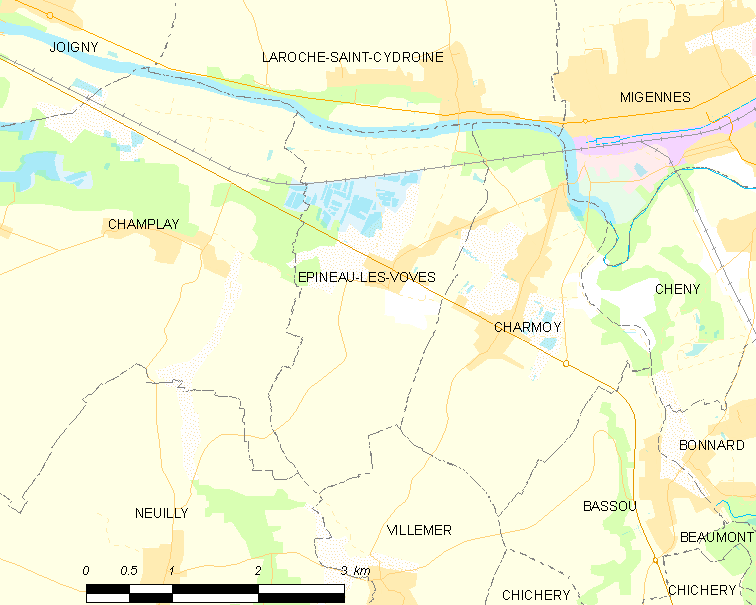
埃皮诺莱沃夫的OSM定位图

埃皮诺莱沃夫的时区为UTC+01:00、UTC+02:00（夏令时）。

## 行政
埃皮诺莱沃夫的邮政编码为89400，INSEE市镇编码为89152。

## 政治
埃皮诺莱沃夫所属的省级选区为米热讷县。

## 人口

1962-2008年间埃皮诺莱沃夫人口变化图示

埃皮诺莱沃夫于2022年1月1日时的人口数量为711人。